# 潘世偉 (1955年)
潘世偉（英語：Pan Shih-wei，1955年7月27日—），臺南人，東海大學政治系畢，中國文化大學勞工研究所碩士，美國康乃爾大學產勞關係博士。臺灣勞資關係學者、政治人物。留學返台後，在中國文化大學勞工關係學系暨研究所任教至今。
學者出身，曾任行政院勞工委員會主任委員與首任勞動部部長。

## 政治經歷

### 藍營幕僚
- 2008年中華民國第12任總統選舉，為國民黨正副總統提名候選人馬英九、蕭萬長研撰勞動政策。

### 行政院勞委會政務副主委
- 2011年，台灣多家廠商爆發無薪假，勞動團體希望政府介入阻止，認為勞委會應當訂出明確企業實施無薪假具體指引避免無薪假濫用，影響勞工權益。但潘世偉拒絕，認為政府介入提出指引規範反而更混亂，主張依法行事彈性看待無薪假。他希望公司能做好溝通協調，讓勞工能與公司共體時艱，感受到企業的善意。潘世偉被認為立場偏向政府與資方。[3]

### 行政院勞委會主委
- 2012年，因行政院拒絕接受基本薪資調整方案，王如玄請辭。9月28日，行政院宣布潘世偉為新任勞委會主委，10月2日進行交接。上任時發表政見，堅持勞動是人類社會發展核心之理念，不論在任何時代，勞動者永遠是國家經濟發展的穩定力量。提出「尊嚴勞動」的政策主張，期待以自主、公平、發展的觀點，提升自主的勞動關係、創造公平正義的勞動環境，建立具有發展性的勞動市場。
- 2012年10月11日針對最新勞保基金精算報告指出，勞委會主委潘世偉赴立法院衛環委員會備詢時並對媒體及全國人民表示，勞保破產時間將從民國120年提早至116年，目前勞保基金規模5,200億元，必須調整費率、延後給付年齡等方面進行調整，而政府挹注是最後的手段，並強調勞保絕對不會在他的任內倒。
- 2013年4月16日，勞委會主委潘世偉透過新聞媒體表示，將下調所有勞工的勞退年金，包括追繳政府已經支付的部分。潘世偉強調說：改革無可避免影響勞工權益，該會感同深受，但為了讓每一世代勞工都能給付領得安心、保費繳得放心，由衷期盼各界共同支持年金改革。此次改革中，採取多面向的開源節流措施，就是希望兼顧制度永續及儘可能將衝擊降到最低。
- 2013年4月28日，因勞委會預計於2013年5月將重啟對關廠工人之訴訟，面對關廠工人們160小時的絕食抗爭，勞委會主委潘世偉未接見工人代表[4]民國86年間發生數起重大關廠歇業之勞資爭議案件，且失業勞工出現臥軌等激烈抗爭情形，為協助關廠歇業勞工，於勞資爭議處理過程中，勞委會積極提供各項協助，包含請檢調機關進行相關調查、函請調查局協助追緝債務人回國及協助訴訟等等，並依「失業輔導措施」加強因應關廠、歇業而失業勞工予以輔導並輔導參加轉業訓練。且為協助前開失業勞工安定生活。為持續對於經濟困難之關廠歇業失業勞工之扶助與照顧，爰於合乎情理法之情況下，勞委會於102年6月28日修正訂定「關廠歇業勞工貸款補貼實施要點」，並以訴訟外和解方式，以減緩勞工壓力。
- 2013年6月13日，勞委會主委潘世偉研擬取消派遣比率上限，加重要派公司責任，不僅能保障派遣權益，正職工反而也不會被取代，並主張雇員與正職勞工若屬同一職務及工作內容應同工同酬，加上設備設施使用權及就業機會資訊權等，都需均等對待[5]。
- 2013年12月5日，勞委會預計將辦公室搬遷至新莊副都心，勞委會動用行政院第二預備金2億714萬元裝潢新辦公室。[6][7]

### 行政院勞動部部長
- 2014月3月，宣佈不再上訴關廠工人案，讓勞工與政府爭論18年的全國關廠工人連線抗爭事件劃下句點。[8]
- 任內推動縮短勞工工時單週40小時，讓台灣工時與歐美國家並進，並勞工全面享有周休二日的權利。目前已由勞動部提出勞基法修正案，受風波影響無法於任內看到成果。

## 爭議

### 不倫戀情
2014年7月，《壹週刊》報導潘世偉與他曾在文化勞工系教過的女學生、現為他的女秘書王孟純有不倫戀。王孟純委任律師提起告訴，潘世偉也堅稱清白，但於7月24日以口頭請辭勞動部長一職，行政院傍晚決定同意潘世偉請辭，其職務將由郝鳳鳴暫代，前後僅在任五個多月。7月25日，潘世偉在個人臉書上，認為「政府單位內結黨營私嚴重，自己是擋人財路才遭逼退」。
文化大學則宣布潘世偉回任教授。